# Шарекят-Бі-Сім-Ґаз
Шарекят-Бі-Сім-Ґаз (перс. شركت بي سيم گاز) — село в Ірані, у дегестані Сахелі-є-Джукандан, в Центральному бахші, шагрестані Талеш остану Ґілян. За даними перепису 2006 року, його населення становило 220 осіб, що проживали у складі 46 сімей.